# Milk and Coffee
I Milk and Coffee sono un gruppo musicale italiano di genere pop ed eurodance formatosi nella seconda metà degli anni Settanta. È sempre stato composto da una voce maschile e tre femminili.

## Carriera
I Milk and Coffee hanno esordito nel 1977 con il singolo Goodbye San Francisco che sul retro presentava il brano Pugni dollari e spinaci, tema del film omonimo Pugni dollari & spinaci. La formazione iniziale del gruppo era costituita da Giancarlo Nisi, Morena Rosini, Corrina Testa e la bionda Yvonne Harlow che sarà sostituita l'anno dopo da Florence Cavaliere.
Proprio nel 1978 esce il secondo 45 giri, Lady Blue, che nel retro contiene Welcome to Italy, che diventa la sigla di Alto gradimento, celebre programma trasmesso da Rai Radio 2 e condotto da Renzo Arbore e Gianni Boncompagni. Entrambi i pezzi risultano di pregevolissima fattura, molto orecchiabili e ballabili sullo stile delle canzoni, per esempio, degli ABBA o dei Boney M. che in quel periodo stavano scalando le classifiche mondiali.
Sulla copertina di Lady Blue, oltre a Giancarlo, Morena e Corrina, è presente Yvonne, ma la promozione del disco venne fatta interamente con Florence e non con Yvonne in quanto lo stesso anno quest'ultima lasciò il gruppo per incidere un singolo da solista.
Per il sound, oltre che per la conformazione (tre donne ed un uomo) del gruppo e per il modo di proporsi sul palco durante le loro esibizioni, quasi sempre con coreografie e balletti a ritmo di musica, i Milk and Coffee vengono spesso definiti come "i Boney M italiani".
Nell'estate del 1979 esce il terzo 45 giri: Sweet Melody, con il brano Cinderella, più soft, nel retro. A novembre esce il loro primo album Indianapolis (con vinile di colore arancione, una novità per quegli anni) che contiene anche i due successi usciti qualche mese prima.
Il brano di punta, Indianapolis, che su 33 giri dura ben nove minuti (a differenza della versione su 45 giri di cinque minuti), si struttura su un corposo giro di basso sormontato da un fraseggio di trombe e archi, con il ritmo in crescendo e il coro femminile a scaldare l’atmosfera. Il break, in perfetta tendenza disco music, è un’esplosione di percussioni, archi, trombe e basso. Si tratta nel complesso di un album di indubbia qualità e suonato con pezzi decisamente disco, ritmati e ballabili (come Angel eyes nonché i già citati Indianapolis e Sweet melody) che si alternano a brani più marcatamente pop come Little Sandy e Mister Gold o a canzoni più intense e melodiche come Island man e la stessa Cinderella, a conferma che la produzione discografica nostrana non aveva nulla da invidiare ai modelli americani né per qualità né per eterogeneità di stili. Vengono invitati come presenza musicale fissa della trasmissione A tutto gag, andata in onda a febbraio e marzo del 1980 su Rete 2, di cui interpretavano anche la sigla d'apertura, Indianapolis.
Tantissime le apparizioni televisive in quel periodo, innumerevoli le serate nelle discoteche e nei locali italiani più famosi. Segue un lungo tour in Europa e in Sudamerica (Argentina, Cile, Perù e Venezuela) nel corso del quale il gruppo acquisisce popolarità e diventa famosissimo.
L'album Indianapolis viene stampato e distribuito anche per il mercato sudamericano vendendo tantissime copie. Risale a quegli anni la fondazione di alcuni fans club esistenti ancora oggi. In Argentina il 33 giri Indianapolis verrà distribuito con il titolo Milk and Coffee dalla casa discografica nonché rete televisiva ATC producciones fonograficas. I Milk and Coffee nell'estate del 1980 sono anche invitati come ospiti d'onore al Festival di Viña del Mar in Cile.
Nel 1981 esce il 45 giri Kit Hain - Sexy Lola che presenta sul retro il brano Fever. Entrambi i pezzi si rifanno allo stile della disco music e con il primo partecipano al Festivalbar su Rete 1. Segue un nuovo ed intenso tour in Argentina e Perù.
L'anno seguente, nel 1982, i Milk and Coffee accantonano il genere disco music e si presentano al Festival di Sanremo 1982 cantando per la prima volta in italiano Quando incontri l'amore, brano orecchiabile con una ariosa melodia, classificandosi al sesto posto ed ottenendo consensi unanimi di pubblico e critica. Da allora il loro repertorio musicale sarà caratterizzato sempre, salvo sporadiche eccezioni, da pezzi cantati in lingua italiana. Nello stesso anno escono il 45 giri Quando incontri l'amore, che presenta nel retro il brano Ti amo sempre più, ed il 33 giri Milk and Coffee che contiene, oltre al brano di Sanremo, dei pezzi inediti cantati in italiano, tra cui spiccano L'amore viene e va e Ci sei tu. L'album esce anche in America Latina ed in Spagna con le versioni in spagnolo dei brani Quando incontri l'amore (Cuando llega el amor) e Ti amo sempre più (Te quiero mas que ayer).
Nel 1983 viene dato alla luce il nuovo singolo Canterò con il retro Danny, brano quest'ultimo estratto dal 33 giri Milk and coffee uscito l'anno precedente. Sempre nello stesso anno il singolo Canterò scala le classifiche francesi e diventa una vera e propria hit in Francia, dove il gruppo viene lanciato col nome Oggi Quatro. Verrà ristampato infatti il 45 giri Cantero/L'amore viene e va, prodotto da Mémé Ibach per il mercato francese.
Nel 1984 il gruppo è invitato insieme ai Passengers e ai Pandemonium alla trasmissione Buon compleanno TV condotta da Pippo Baudo in prima serata su RaiUno. Per l'interpretazione della canzone Il cielo in una stanza di Gino Paoli, ai Milk and Coffee viene assegnato il primo premio da parte della testata giornalistica della Rai.
Nello stesso anno escono il 33 giri Buon Compleanno TV, con brani estrapolati dalla trasmissione alla quale avevano partecipato e l'album Ricordi che altro non è che una raccolta dei brani dell'82 impreziosita da quattro cover: Il cielo in una stanza, Mi ritorni in mente, Azzurro e Marina.
Nel 1985 i Milk and Coffee sono ospiti fissi il sabato sera del programma Night and Day su RaiUno. Nello stesso anno viene pubblicato l'album Night and Day, raccolta che spazia in quattro decenni di brani famosi e riarrangiati in chiave moderna, fra cui spiccano Beguin the beguine e Blue moon per gli anni '50, Let's twist again per gli anni '60, Alone again, Crocodile rock per gli anni '70, Reggae night e On my own per gli anni '80. Nell'estate del 1985 viene inciso, purtroppo solo come promo, Silhouette, un pezzo che verrà recuperato nel 33 giri che uscirà l'anno dopo per il mercato polacco.
Nel 1986 Giancarlo Nisi lascia il gruppo e viene sostituito da Daniel Faro. La formazione dei Milk and Coffee, composta ora da Daniel, Morena, Florence e Corrina, vince il Festival internazionale della canzone di Sopot ottenendo il primo premio della giuria popolare con il brano Arrivederci Amore Mio. Viene stampato per il mercato polacco l'album Milk and coffee, tra cui spiccano Se tornassi indietro e Pepito, un pezzo trascinante e ballabile intriso di sonorità latine molto apprezzato dal mercato argentino. L'album venderà un milione di copie.
Segue un'intensa tournée all'estero che tocca oltre alla Polonia anche Russia, Cecoslovacchia e il Sudamerica.
Nel 1987 esce il 45 giri Modella/Mi Manchi per la Lovers e distribuito dalla Panarecords. Il primo brano Modella, un pezzo dance moderno e decisamente alla moda per quegli anni, scritto peraltro da Umberto Tozzi, con cui i Milk and Coffee avevano effettuato un tour in Sudamerica l'anno prima, viene escluso dal Festival di Sanremo 1987 e a causa di questo inconveniente la promozione del singolo ne risente purtroppo in maniera considerevole. Nonostante ciò, il brano viene presentato al Disco Inverno in diretta su RaiDue nel marzo del 1987. L'altro singolo Mi manchi viene scelto come cover del brano russo Lavanda di Sofija Rotaru, che riscosse un notevole successo nei Paesi dell'Est.
Lo stesso anno sono ospiti fissi al Teatro Sistina di Roma con Gino Bramieri al G.B.Show e partecipano al Festival di Viña del Mar in Cile come rappresentanti dell'Italia e si classificano al secondo posto ricevendo una targa.
L'album Milk and Coffee dell'anno precedente viene ristampato per il mercato argentino vendendo 600.000 copie. Verso la fine del 1987 Corrina Testa, che nel frattempo era rimasta in dolce attesa, abbandona il gruppo. La formazione passa da quattro a tre componenti: Daniel, Morena e Florence.
Nell'estate 1988 il terzetto (nelle vesti di Daniel, Morena e Florence) partecipa nuovamente al Festivalbar col brano Boy let freedom go, scritto da Daniel e cantato interamente in inglese. Il pezzo stranamente sarà inserito nella compilation Festivalbar 89 invece che nella compilation Festivalbar 88, anno in cui la band aveva preso parte alla manifestazione.
Nell'ottobre 1988 anche Florence Cavaliere, seguendo le orme di Corrina, decide di abbandonare il gruppo. Due mesi dopo subentrerà la bionda Monica Persiani.
La formazione con Daniel, Morena e Monica partecipa alla trasmissione Aspettando Sanremo su RaiUno, condotta da Claudio Lippi nel febbraio del 1989, riproponendo con un nuovo arrangiamento il brano Quando incontri l'amore del 1982. Prima dell'esibizione, Morena, a questo punto l'unica componente rimasta della formazione originaria, in una breve intervista del conduttore presenterà la nuova formazione spiegandone i cambiamenti e l'evoluzione.
Il gruppo avrebbe dovuto partecipare al Festival di Sanremo 1989 nella categoria "emergenti" (che quell'anno prevedeva otto artisti in gara selezionati fra i trentasei di partenza che avevano partecipato alla trasmissione Aspettando Sanremo) con il brano Canterò per te, scritto da Fabio De Rossi, ma all'ultimo momento vengono inseriti i Santarosa al loro posto. Il 45 giri esce comunque con il retro solamente strumentale per la Ros Record, peraltro a causa della mancata partecipazione al Festival di Sanremo il pezzo non gode della giusta promozione e viene ignorato dalle radio. Nel settembre del 1989 viene tuttavia presentato alla trasmissione pomeridiana Buona Fortuna condotta da Flavia Fortunato su RaiDue.
Nel 1990 viene lanciato il nuovo singolo Cuori di pietra, con musica scritta da Daniel e testo di Morena, con cui i Milk and Coffee saranno protagonisti al Nuovo Cantagiro di Ezio Radaelli in diretta la domenica sera su RaiDue.
Nell'estate del 1991 prendono nuovamente parte al Cantagiro con il nuovo brano Figli di nessuno, scritto sempre da Daniel, vincendo diverse tappe e stazionando sempre nei piani alti della classifica. Si tratta di un brano rock con sonorità spigolose ed alquanto inusuali per il gruppo e che differisce molto sia dal genere melodico che aveva caratterizzato il loro stile negli anni Ottanta che dal sound marcatamente da disco music degli esordi. La vittoria alla fine andrà a Francesca Alotta, ma sfumerà solo a settembre nella semifinale di Vietri sul Mare per una manciata di voti.
Nel 1993 esce per l'etichetta Drums il 45 giri Non esistono gli eroi, ritmato con cadenze quasi rap che contiene sul retro Tu vivi, un motivo più romantico e convenzionale.
Nel 1994 esce il nuovo album di inediti Mani Mani per la Sony Music. Per la registrazione del disco la formazione torna di nuovo a quattro con l'ingresso di Deborah Johnson, la ragazza di colore presente nella copertina assieme a Daniel, Morena e Monica. Il singolo di lancio, dal titolo appunto Mani Mani, viene presentato alla trasmissione Numero Uno nel dicembre dello stesso anno in prima serata su RaiUno e condotta da Pippo Baudo. Oltre al singolo sopra menzionato, dall'album vengono estratti i brani Uno di noi, Vattene via e Stai con lui.
Nel 1995 i Milk and Coffee diventano testimoni dell'ADMO con Max Biaggi e Aleandro Baldi, eseguendo una serie di concerti a scopo benefico.
Nel 1996 cantano allo Stadio Olimpico di Roma l'inno della Roma e della Lazio in diretta televisiva Rai per la partita del cuore tra la nazionale di calcio del 1982 e una squadra composta da giocatori della Roma e della Lazio.
Nel 1997 l'album Mani Mani viene ristampato su etichetta D.V.More con una copertina differente dall'originale.
Nel 1998 esce, sempre su etichetta D.V.More, la raccolta The Best contenente alcuni successi in italiano (Quando incontri l'amore, Canterò, L'amore viene e va, Mi manchi) riarrangiati e diversi brani inediti, tutti in italiano, tra cui si segnalano Lascia che sia, Papà u mamma e Soli si può.
Nel 1999 entra a far parte della formazione Irina La Font, una giovane ragazza cubana. La formazione torna così, a distanza di più di dieci anni, ad essere nuovamente a quattro (Daniel, Morena, Monica e Irina) e, sempre a distanza di dieci anni si ripresenta con una componente di colore in quanto, dopo l'abbandono di Corrina Testa, la formazione era stata sempre a tre (a parte la parentesi della "meteora" Deborah Johnson nel 1994).
I Milk and Coffee in questa nuova veste si ripresentano a Domenica In su RaiUno nell'aprile 1999 con un medley dedicato ai Gipsy Kings. Seguono svariate apparizioni a Quelli che il calcio, Unomattina, La vita in diretta e Tappeto volante.
Dal 2000 entrano a far parte del cast del programma pomeridiano Ci vediamo in TV su RaiUno condotto da Paolo Limiti.
Nel 2001 vede la luce il nuovo album di inediti Muevete, un qdisc con cinque brani cantati tutti in spagnolo da cui, oltre al singolo Muevete presente con due diversi arrangiamenti (uno in stile latino americano, l'altro in versione techno), si segnala anche Por Favor.
Dal 2001 al 2004 i Milk and Coffee sono ospiti fissi del programma condotto da Fabrizio Gatta e Cinzia Tani La giostra del goal in mondovisione su Rai Internazionale, programma in cui il gruppo si cimenta, oltre che nei brani del proprio repertorio, anche rispolverando e reinterpretando cover e successi del passato.
Nel 2003 esce un mini-cd che omaggia gli ABBA nei brani Dancing Queen e Hasta Mañana.
Dal 2004 al 2006 Morena Rosini lavora come inviata per Unomattina ed è ospite fissa come opinionista ed esperta di musica nel programma pomeridiano Casa Raiuno  condotto da Massimo Giletti. Sempre nel 2006 Morena sarà l'inviata speciale di Unomattina dal Festival di Sanremo condotto quell'anno da Giorgio Panariello. Nello stesso anno l'intero gruppo partecipa al Festival de Benidorm riscuotendo consensi di pubblico e critica.
Nel 2007 su piattaforma digitale viene distribuito un nuovo singolo dal titolo Tutti i colori del mondo.
Nel settembre del 2015 il quartetto prende parte, assieme ai Pandemonium e alla Marchesa d'Aragona, alla commedia Tutto va ben madama la marchesa, scritta da Claudio Pallottini e Silvio Subelli, lo storico produttore della band.
Nel 2016 i Milk and Coffee sono di nuovo in tournée in Russia.
Nel 2017 collaborano con Gianni Turco, produttore e regista del format musicale per la TV MilleVoci, che li porta ad essere presenti a tutte le puntate del programma.

## Discografia

### Singoli
- 1977 – Goodbye San Francisco/Pugni dollari e spinaci (BUS, 10035)
- 1978 – Lady blue/Welcome to Italy (Ricordi, SRL 10884)
- 1979 – Sweet melody/Cinderella (Ricordi, SRL 10907)
- 1979 – Indianapolis/Island man (Ricordi, SRL-10911)
- 1981 – Sexy Lola/Fever (Lovers, P-586)
- 1982 – Quando incontri l'amore/Ti amo sempre più (Lovers, P-612)
- 1982 – Ci sei tu/L'amore viene e va (Lovers, P-636)
- 1983 – Canterò/Danny (Lovers, P-7303)
- 1983 – Canterò/L'amore viene e va (Ibach Records, IBA 1 60155) per il mercato francese
- 1984 – Mi ritorni in mente/Il cielo in una stanza (Lovers, P 7327)
- 1987 – Modella/Mi manchi (Panarecord, PDN 45013)
- 1988 – Boy let freedom go (Panarecord, PDN 45306)
- 1989 – Canterò per te (Ros Record)
- 1990 – Cuori di pietra/Figli di nessuno (Drum)
- 1991 – Sibyl (MTI)
- 1992 – Cercami (MTI)
- 1993 – Tu vivi/Non esistono gli eroi (Drums, EDN-2230)
- 1994 – Mani mani (Sony)
- 1995 – Lascia che sia (MTI)
- 1996 – Dove sei (MTI)
- 1997 – Soli si può (MTI)
- 1998 – Lascia che sia (MTI)
- 1999 – Il piano e il forte dell'anima (MTI)
- 2000 – Paragrafo (MTI)
- 2001 – Muevete (Mitika International)
- 2002 – La mia voce (MTI)
- 2003 – Dancing queen/Hasta mañana (IT CDS03)
- 2004 – Sola e unica (MTI)
- 2005 – Tutti i colori del mondo (RCA)
- 2006 – Dimmi come mai (Mitika International)
- 2007 – Excape dodico (Mitika International)
- 2008 – Fai con me. (Mitika International)
- 2009 – Non andare via (MTI)
- 2010 – Strada e Musica (MTI)
- 2011 – Le donne (MTI)
- 2014 – Milk and coffee uno e mille ricordi (MTI)
- 2015 – Stella Morena (MTI)
- 2016 – Chiamala libertà (MTI)
- 2017 – Con gli occhi al pianoforte (MTI)

### Album
- 1979 – Indianapolis (Dischi Ricordi, SMRL6255)
- 1982 – Milk and Coffee (Lovers, pubblicato per l'Edigsa in Spagna e America Latina)
- 1984 – Ricordi (Lovers)
- 1984 – Buon compleanno TV (Lovers, LP)
- 1985 – Night and day (Lovers)
- 1986 – Milk and Coffee (Polskie Nagrania Muza, solo in Polonia)
- 1994 – Mani mani (Sony, CD)
- 2001 – Muevete (Mitika International, qdisc)
- 2004 – Suoni live (MTI)
- 2008 – Espressioni e cover (MTI)
- 2011 – Bunga bunga!! (Mint Records)
- 2012 – Pensieri e note (MTI)
- 2014 – Tra le note e le parole (MTI)
- 2016 – Cover e passioni (MTI)
- 2017 – Con gli occhi al pianoforte (MTI)